# Surrey
Surrey  /ˈsʌri/ là một hạt ở Đông Nam Anh và là một trong các Home Counties. Hạt này giáp với Đại Luân Đôn, Kent, East Sussex, West Sussex, Hampshire và Berkshire. Thủ phủ lịch sử của hạt là Guildford. Hội đồng hạt Surrey đóng ở Kingston upon Thames, dù vùng này thuộc Đại Luân Đôn từ năm 1965. Các quận London Lambeth, Wandsworth và Southwark đã được xem là thuộc Surrey cho đến năm 1889; và Croydon, Kingston, Merton, Sutton, Barnes và Richmond - tất cả ngày nay đều thuộc Đại Luân Đôn - đã thuộc Surrey cho đến năm 1965.
Surrey được chia thành 11 quận và huyện: Elmbridge, Epsom and Ewell, Guildford, Mole Valley, Reigate và Banstead, Runnymede, Spelthorne, Surrey Heath, Tandridge, Waverley, Woking. Sau cuộc bầu cử ngày 1 tháng 5 năm 2008, Đảng Bảo thủ kiểm soát toàn 10/11 hội đồng ở Surrey, với Epsom và Ewell thuộc kiểm soát Residents Association. Đảng Bảo thủ nắm giữ tất cả 11 đơn vị bầu cử nghị viện trong hạt này.